# François-Joseph de Trazegnies
Pour les articles homonymes, voir Trazegnies (homonymie).
François-Joseph de Trazegnies est un compositeur et organiste belge né et mort à Anvers (1744-1820). Sa vie est fort peu documentée. 

## Biographie
Il est organiste de l'église Sainte-Walburge d'Anvers.

## Œuvres
Il a laissé trois opus, recueils de divertissements et sonates en trois mouvements pour le clavecin. 

## Style
Son style l'apparente au style galant et au premier classicisme viennois.